# 1. division 1954-1955
La 1. Division 1954-1955 è stata la 42ª edizione della massima serie del campionato danese di calcio conclusa con la vittoria del AGF, al suo primo titolo.
Capocannoniere del torneo fu Henning Jensen del BK Frem con 17 reti.

## Classifica finale
|    | Classifica    | G  | V  | N | P  | GF | GS | DR  | Pti |
| -- | ------------- | -- | -- | - | -- | -- | -- | --- | --- |
| 1  | AGF           | 18 | 12 | 1 | 5  | 38 | 24 | +14 | 25  |
| 2  | AB            | 18 | 10 | 3 | 5  | 42 | 28 | +14 | 23  |
| 3  | BK Frem       | 18 | 8  | 5 | 5  | 34 | 27 | +7  | 21  |
| 4  | KB            | 18 | 6  | 6 | 6  | 31 | 27 | +4  | 18  |
| 5  | Esbjerg       | 18 | 7  | 4 | 7  | 38 | 37 | +1  | 18  |
| 6  | Køge BK       | 18 | 6  | 5 | 7  | 32 | 37 | -5  | 17  |
| 7  | B 1909 (*)    | 18 | 6  | 4 | 8  | 28 | 33 | -5  | 16  |
| 8  | B 1903        | 18 | 6  | 3 | 9  | 21 | 28 | -7  | 15  |
| 9  | Skovshoved IF | 18 | 4  | 6 | 8  | 26 | 37 | -11 | 14  |
| 10 | Odense        | 18 | 6  | 1 | 11 | 30 | 42 | -12 | 13  |

(*) Squadra neopromossa

## Verdetti
- AGF Campione di Danimarca 1954-55.
- AGF ammesso alla Coppa dei Campioni 1955-1956.
- Odense retrocesso.